# 吳嘉儀
吳嘉儀（英語：Amisha Ng Ka Yee，1991年6月7日—），香港女演員、歌手，曾為前無綫電視經理人合約藝員。

## 簡歷
吳嘉儀自小在天水圍長大，曾就讀天水圍天主教小學、天主教崇德英文書院、釋慧文中學及香港公開大學社會科學系一年級（主修應用社會科學）；年幼換齒時因將中文名字錯誤說成「五加二」，故得「阿七」的綽號。2011年，她發覺自己原本不太喜歡社會科學系，故此開學不久就瞞著家人向校方申請延遲就讀信，而被父母責罵，但最後從一千人當中成功考入香港演藝學院（主修表演），並以優異成績奪得校內「成龍慈善基金獎學金」及「鍾景輝萬寶龍藝術獎學金」；在學期間亦曾以做模特兒、拍攝香港電台教育電視和電視廣告為兼職。2015年，她修畢香港演藝學院戲劇藝術學士後，幾個大型劇團已聘請了全職話劇團團員，那時她很想長遠地留在娛樂圈發展，便選擇參加無綫電視6月演員招募活動，且畢業於第28期藝員訓練班。
入行初期，吳嘉儀基於實習期薪金不足以維持生活，曾到社區中心兼職教青少年和小朋友演話劇，至2016年參與該台處境劇《愛·回家之八時入席》，飾演「王嘉莉」一角而開始為人認識。同年，其外貌被觀眾指與另一無綫電視女藝員李旻芳相似，所以《愛·回家之八時入席》劇組就特別安排兩人飾演姊妹，不過李旻芳的真實年紀比她還要大四歲。2019年，她分別在劇集《好日子》和《金宵大廈》裡飾演「年青卞慧晶」及「鴉烏」一角而再受到注目。2021年，吳嘉儀在台慶劇《星空下的仁醫》飾演「劉依莉」一角，與林靖文的母女戲獲得網民讚賞。

## 演出作品

### 電視劇
| 首播     | 劇名                  | 角色                              |
| 無綫電視 |                       |                                   |
| 2015年   | 愛·回家 (第二輯)      | Summer                            |
| 2015年   | 愛·回家 (第二輯)      | 護 士                             |
| 2015年   | 愛·回家 (第二輯)      | 售貨員                            |
| 2015年   | 愛·回家 (第二輯)      | 伴 娘（第870集）                  |
| 2016年   | 愛·回家之八時入席     | 王嘉莉                            |
| 2016年   | 廉政行動2016          | 酒吧拳手（第3、4集）              |
| 2016年   | 廉政行動2016          | 酒吧客人（第5集）                 |
| 2016年   | 火線下的江湖大佬      | 護 士                             |
| 2016年   | 純熟意外              | 滕初九之妹                        |
| 2016年   | 完美叛侶              | 新聞記者                          |
| 2016年   | 城寨英雄              | 街 坊                             |
| 2016年   | 城寨英雄              | 舞 女                             |
| 2016年   | 超能老豆              | 啤酒妹（第1集）                   |
| 2016年   | 一屋老友記            | 手袋店店員（第5集）               |
| 2016年   | 巨輪2                 | 記 者                             |
| 2016年   | 律政強人              | 張美琪（第4、5集）                |
| 2016年   | 幕後玩家              | Fion（第16集）                    |
| 2016年   | 致命復活              | 護 士                             |
| 2017年   | 財神駕到              | 陳小姐                            |
| 2017年   | 財神駕到              | 路 人                             |
| 2017年   | 乘勝狙擊              | 護 士（第17集）                   |
| 2017年   | 與諜同謀              | 記 者（第5集）                    |
| 2017年   | 我瞞結婚了            | 律 師（第18集）                   |
| 2017年   | 心理追兇 Mind Hunter  | 李雅如（Alice）（第6、7集）       |
| 2017年   | 踩過界                | 護 士（第7集）                    |
| 2017年   | 超時空男臣            | 妃 子（第4、6、23、24集）         |
| 2017年   | 同盟                  | 記 者（第1、3、5集）              |
| 2017年   | 燦爛的外母            | 伴 娘（第9集）                    |
| 2017年   | 老表，畢業喇！        | 健身室職員（第26集）              |
| 2017年   | 誇世代                | Suki                              |
| 2017年   | 降魔的                | 女傷者（第17集）                  |
| 2018年   | 三個女人一個「因」    | 利物浦足球會球迷（第5、6集）      |
| 2018年   | 三個女人一個「因」    | 護 士（第15、18集）               |
| 2018年   | 果欄中的江湖大嫂      | 青年李夢露（第1集）               |
| 2018年   | 翻生武林              | 師 太（第14集）                   |
| 2018年   | 逆緣                  | 刑事情報科探員（第31、33 - 35集） |
| 2018年   | 宮心計2深宮計         | 葉凌霜                            |
| 2018年   | 天命                  | 晴 雯（第8、16、22、23集）        |
| 2018年   | BB來了                | Kelly（第14集）                   |
| 2018年   | 大帥哥                | 阿 娟                             |
| 2019年   | 福爾摩師奶            | 楚 君                             |
| 2019年   | 鐵探                  | David 助手（第1、29、30集）       |
| 2019年   | 婚姻合伙人            | 簡愛廉（第7、8、20集）            |
| 2019年   | 好日子                | 卞慧晶                            |
| 2019年   | 十二傳說              | 民俗學系學生（第3、10集）         |
| 2019年   | 街坊財爺              | 妻 子（第6集）                    |
| 2019年   | 金宵大廈              | 鴉 烏（第7、8集）                 |
| 2019年   | 多功能老婆            | 游泳學員（第13集）                |
| 2020年   | 機場特警              | 婉（第19、20集）                  |
| 2020年   | 那些我愛過的人        | 方書文舊同學（第17集）            |
| 2020年   | 迷網                  | 方可欣（Fion）                    |
| 2020年   | 反黑路人甲            | Kitty                             |
| 2020年   | 過街英雄              | 秦開心                            |
| 2020年   | C9特工                | Joyce（第1集）                    |
| 2020年   | 踩過界II              | 李麗玲（Lillian）                 |
| 2020年   | 堅離地愛堅離地        | 何慧寶（Ruby）                    |
| 2021年   | 陀槍師姐2021          | 霞 姐（第14集）                   |
| 2021年   | 失憶24小時            | Gigi                              |
| 2021年   | 欺詐劇團              | Angelina（第7、8集）              |
| 2021年   | 星空下的仁醫          | 劉依莉                            |
| 2021年   | 拳王                  | 阮少娜                            |
| 2022年   | 鐵拳英雄              | 金福妹母親（第13、14集）          |
| 2022年   | 十八年後的終極告白2.0 | 林嘉晴                            |
| 2022年   | 痞子殿下              | 麵                                |
| 2022年   | 黯夜守護者            | 淇                                |
| 2022年   | 美麗戰場              | May                               |
| 2023年   | 隱門                  | CID                               |
| 2024年   | 旁觀者                | Abby                              |
| 2024年   | 本尊就位              | 羽 衣                             |
| 2024年   | 再見·枕邊人           | Kandy Ho                          |
| 2024年   | 異空感應              | 青年何淑娟                        |
| 2025年   | 奪命提示              | 法 醫（第1集）                    |
| 未播映   | 非常檢控觀            | Sita                              |
| 邵氏兄弟 |                       |                                   |
| 2022年   | 飛虎之壯志英雄        | 主 播（第17集)                    |
| 香港電台 |                       |                                   |
| 2014年   | 性本善2               | 廚藝工作坊學生                    |
| 2014年   | 監警有道2             | LUCY                              |
| 2015年   | 中文教育電視單元劇    | 女主角                            |
| 2015年   | 家庭暴力              | 妻 子                             |

### 綜藝節目
| 首播            | 節目名                      | 備註                                     |
| 無綫電視        |                             |                                          |
| 2015年          | 活得健康嗎？                | 演出（第3集）                            |
| 2016年          | Sunday好戲王                | 生力軍成員                               |
| 2016年          | 男人食堂                    | 短劇演員                                 |
| 2016年          | 萬千星輝賀台慶2016          | 出席藝員                                 |
| 2017年          | 1+1的幸福                   | 演出第1集                                |
| 2017年          | 新春開運王                  | 個案演員                                 |
| 2017年          | 最緊要好玩                  | 主要演員                                 |
| 2017年          | 千奇百趣特工隊              | 第7集嘉賓                                |
| 2017年          | 群星拱照Big Big Channel     | 嘉賓                                     |
| 2017年          | 最緊要好好玩 消暑版         | 演出                                     |
| 2017年          | 歡樂滿東華2017              | 演出嘉賓                                 |
| 2018年          | big big channel大公司周年慶 | 嘉賓                                     |
| 2018年          | TVB 50+1再出發節目巡禮2019  | 嘉賓                                     |
| 2018年          | 萬千星輝賀台慶2018          | 演出                                     |
| 2018年          | 安樂蝸                      | 第410集嘉賓                              |
| 2018年          | 歡樂滿東華2018              | 演出嘉賓                                 |
| 2019年          | 用愛站起來                  | 演出（飾演 綽盈）                        |
| 2021年          | 開心大綜藝                  | 演出                                     |
| 2021年          | 明星運動會                  | 演出                                     |
| 2021年          | 兒歌金曲SUMMERFEST          | 演出                                     |
| 2022年          | 就算得你一個觀眾            | 與鄧智堅、朱栢謙、黃頌明、何遠東合作主持 |
| 2022年          | 開心無敵獎門人              | 主持之一（「獎姐」）                     |
| 2023年          | 獎門人Halloween感謝祭       |                                          |
| 2023年          | 歡樂滿東華2023              |                                          |
| 為食台          |                             |                                          |
| 2017年          | 甜心教室                    | 演出（「麵包課」環節）                   |
| big big channel |                             |                                          |
| 2017年          | 明星麻雀王大賽              | 演出                                     |

### 舞台劇
| 首演   | 劇名                           | 角色         |
| 2012年 | 八百比丘尼                     | 待 女        |
| 2012年 | 八百比丘尼                     | 難 民        |
| 2012年 | 八百比丘尼                     | 怪 物        |
| 2012年 | 李逵的藍與黑                   | 面具黑衣人   |
| 2012年 | 羊泉鄉                         | 議員乙       |
| 2012年 | 羊泉鄉                         | 鄉 民        |
| 2013年 | 動物農莊（音樂劇）             | 母 雞        |
| 2013年 | 動物農莊（音樂劇）             | 新動物       |
| 2013年 | 四人遊                         | Wendy        |
| 2013年 | 回憶                           | 創作演員     |
| 2013年 | 看不見的城市                   | 創作演員     |
| 2014年 | 大體老師                       | 三 妹        |
| 2014年 | 遇上1941的女孩（重演）         | 舞 女        |
| 2014年 | 遇上1941的女孩（重演）         | 難 民        |
| 2014年 | 遇上1941的女孩（重演）         | 都市人       |
| 2014年 | 遇上1941的女孩（重演）         | 村 民        |
| 2014年 | 失落星球                       | 莉莉安       |
| 2014年 | 馴悍記                         | 現場觀眾     |
| 2014年 | 朱莉小姐                       | 農 民        |
| 2014年 | 《戲劇宅急便》（校園巡迴演出） | 麥當紅       |
| 2015年 | 深閨大宅（重演）               | Angustias    |
| 2015年 | 青鳥                           | 貝莉倫仙子   |
| 2015年 | 青鳥                           | 女鄰居貝列農 |
| 2015年 | 日出（陳白露選段）（畢業演出） |              |
| 2018年 | 看著你⋯⋯（2018版）             |              |

### 廣告
| 年份   | 產品                                 |
| 2013年 | 第四屆全港運動會                     |
| 2013年 | e123長青網                           |
| 2014年 | 謝瑞麟珠寶「求婚篇」                 |
| 2014年 | ISUZU貨車「最強後盾」                |
| 2014年 | 通訊局「續牌諮詢」                   |
| 2014年 | 會所一號「婚嫁場地」                 |
| 2015年 | 大都會人壽「Go Goal Life」           |
| 2019年 | 卓遠企業服務公司「免費商標查冊服務」 |

獎項
- 2013年第8屆VIP音樂榜頒獎禮Vip熱播歌曲惜花者

## 備註
1. ↑  見於《樓價有得估》第10集[2]。

## 外部連結
- Amisha Seven Ng的Facebook專頁
- 吳嘉儀 Amisha Ng (阿七）的Facebook專頁(連結可能損壞，或是該網頁已被移除)
- 吳嘉儀的Instagram帳戶
- 吳嘉儀的新浪微博